# リチャード・ドーソン (民俗学者)
リチャード・マーサー・ドーソン（Richard Mercer Dorson、1916年3月12日 – 1981年9月11日）は、インディアナ大学民俗学研究所の所長を務めた、アメリカ合衆国の民俗学者、著作家、大学教授。

## 経歴
1916年、ニューヨーク市で裕福なユダヤ人の家庭に生まれた。1929年から1933年にかけてフィリップス・エクセター・アカデミーに学んだ。ハーバード大学ヘ進学し、歴史学を専攻。A.B.を取得した後も同大学大学院に進み、M.A.を得た。1942年にアメリカ文明史に関する学位論文を提出してPh.D.を取得した。
卒業後は、1943年からハーバード大学で歴史学教員 (Iinstructor) として教鞭を執った。1944年にミシガン州立大学へ移り、歴史学と民俗学分野の教授として教鞭をとった。また、民俗学委員会の委員長としても活動した。1957年にインディアナ大学ヘ移った。その後、死去するまで、同大学で教え続けた。
1963年にインディアナ大学ブルーミントン校に民俗学研究所が創設された際には初代所長となり、1978年には、民俗学学部の初代座長となった。

## 研究内容・業績

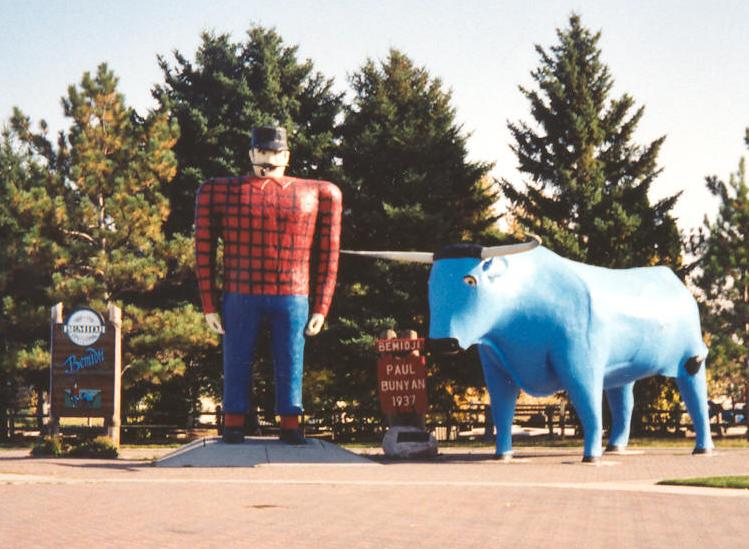
ドーソンは、民間伝承の商業化を批判しており、とりわけ（ほら話に登場する巨人）ポール・バニヤンを槍玉に挙げていた。

ドーソンは、「アメリカ合衆国の民間伝承の父 (father of American folklore)」とか、「民間伝承研究の大きな推進力 (the dominant force in the study of folklore)」などと称された。ドーソンによれば、研究とは、「論争者、批判者、現場における収集者、図書館における学究 (polemicist, critic, field collector, library scholar)」といったいくつもの役割に関わる営為であった。ドーソンはまた、「今日（1976年当時）、アメリカ合衆国において、民俗学ほど誤解されている学問分野はない (no subject of study in the United States today [1976] is more misunderstood than folklore)」とも書き記していた。
ドーソンは、その後の民俗学/民間伝承研究において一般的に用いられるようになった2つの用語を生み出した。そのひとつは、現代において「実際には決して起こっていないのに、事実として語られる話 (story which never happened told for true)」を意味する「都市伝説」である。もうひとつは、ジェームズ・スティーヴンスとの論争の中で生み出された「フェイクロア」である。ドーソンは、スティーヴンスの著書『ポール・バニヤン』や、その後に書かれたベンジャミン・A・ボトキンの著作などを「フェイクロア」すなわち「本物の口承伝統だと主張するが、その実、大衆向けにもろもろ調整された合成物 (a synthetic product claiming to be authentic oral tradition but actually tailored for mass edification)」であり、「民衆を誤解させ、騙すもの (misled and gulled the public)」だとして否定した。ドーソンのフィールドワークは、ミシガン州のアフリカ系アメリカ人の民間伝承や、ミシガン州アッパー半島の民間伝承をはじめ、合衆国各地の地域的民間伝承、日本の民間伝承、その他の主題に及んだ。学術的業績に対して、ドーソンは、1946年にアメリカ文明史分野におけるアメリカ議会図書館賞を贈られ、グッゲンハイム・フェローに3度選ばれた（1949年、1964年、1971年）。2003年、ミネソタ州立大学は、「ヘリテッジ賞 (Heritage Award)」をドーソンに追贈した。

### ドーソンによる収集資料
ドーソンに関連する資料は、インディアナ大学のリリー図書館に収蔵されている。フィールドワークで集められた音源は、インディアナ大学の伝統音楽アーカイブ (the Archives of Traditional Music) に所蔵されている。

## おもな著作
ドーソンは、著作の執筆に加え、1963年から1979年まで、シカゴ大学出版局から出版された『Folktales of the World』シリーズの編集作業にもあたっていた。
- 1939: Davy Crocket, American Comic Legend
- 1946: Jonathan Draws the Long Bow
- 1950: America Begins
- 1952: Bloodstoppers and Bearwalkers (reprinted by the University of Wisconsin Press in 2008)
- 1953: American Rebels:  Personal narratives of the American Revolution
- 1956: Negro Folktales in Michigan
- 1958: Negro Folktales from Pine Bluff, Arkansas, and Calvin, Michigan
- 1959: American Folklore
- 1961: American Folklore and the Historian
- 1961: Folk Legends of Japan
- 1961: Folklore Research Around the World: A North American Point of View
- 1964: Buying the Wind: Regional Folklore in the United States
- 1967: American Negro Folktales
  - 日本語訳：（秋山武夫、園部明彦 訳）ニグロ民話集、太陽社、1972年
- 1968: Peasant Customs and Savage Myths: Selections from the British Folklorists
- 1969: British Folklorists: A History
- 1971: American Folklore and the Historian
- 1972: African Folklore
- 1972: Folklore and Folklife: An Introduction
- 1973: America in Legend
  - 日本語訳：（松田幸雄 訳）語りつがれるアメリカ、青土社、1997年
- 1973: Folklore and Traditional History
- 1974: Folklore in the Modern World
- 1976: Folklore and Fakelore:  Essays toward a Discipline of Folk Studies
- 1981: Land of the Millrats
- 1983: Handbook of American Folklore